# Creu del Pla de la Llacuna
La Creu del Pla de la Llacuna és una creu de terme gòtica de la Llacuna (Anoia) inclosa a l'Inventari del Patrimoni Arquitectònic de Catalunya.

## Descripció

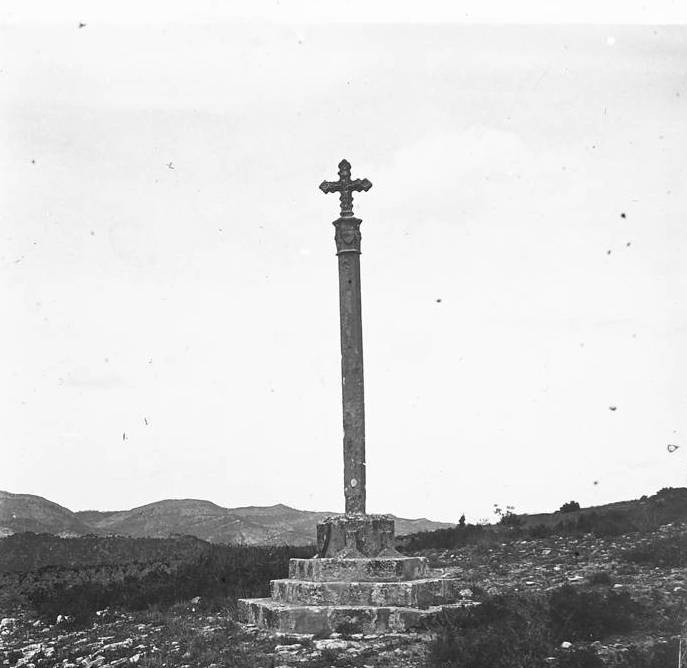
La creu en una imatge de 1914

Creu de terme situada a uns cinc metres de la carretera d'Igualada a La Llacuna, en el límit amb el terme de Santa Maria de Miralles. És d'estil gòtic. Graonada de tres graons vuitavats, plantada sobre la roca natural. Sòcol sisavat amb unes rosetes i un escut com a elements decoratius. El fust, de sis cares, és a base de ciment, i copia l'antic d'una sola peça d'arenisca. Capitell esculturat amb quatre figures humanes i dos escuts, un amb els senyals heràldics dels Cervelló, amb un cérvol que mira a destra i l'altre amb una campana sobre muntada a sinistra amb un sol i a destra amb una figura borrosa. La creu presenta en la seva cara sud el Crist crucificat i al nord la Verge; a l'extrem dels braços